# 조가섬
조가섬(일본어: 城ヶ島, じょうがしま)은 일본 가나가와현 미우라반도의 남단에 위치한 섬이다. 섬의 둘레 길이는 약 4km, 면적은 0.99km2으로, 가나가와현 최대의 자연섬이다.